# 通所施設
通所施設（つうしょしせつ）は、福祉施設の1種。施設に入居するのではなく、障害者や高齢者が自宅から施設に通い、日中の介護（デイケア）を行うことを主な目的とする。通所介護施設、デイサービスセンターとも呼ばれる。
中でも障害者向けに作業を通じて健康維持や生活習慣を習得させることを目的とする施設は通所授産施設、通所更生施設または作業所（障害者自立支援法の上では地域活動支援センター（III型））などと呼ばれる。また高齢者の通所リハビリテーションなどを目的とする施設も多い。